# Mike Krüger
Mike Krüger, eredetileg Michael Friedrich Wilhelm Krüger (Ulm, 1951. december 14. –) német humorista és énekes.

## Életrajz
Krüger az érettségit és a katonai szolgálatot követően építésznek tanult, ám első lemezének sikere után (Mein Gott, Walther) 1975-ben félbehagyta tanulmányait. Ezt követően több sikeres albumot jelentetett meg, amelyek közül a Der Nippel (1980) című egy ideig vezette a német slágerlistát is.
1982-től kezdve Thomas Gottschalkkal közösen több sikeres német vígjátékban szerepelt.
1986-tól kezdve televíziós műsorvezetőként is feltűnt. Három évig vezette a Vier gegen Willi című műsort az ARD nevű közszolgálati csatornán. Eztuán a Punkt, Punkt, Punkt című műsor fűződött a nevéhez a SAT 1 kereskedelmi csatornán, majd az RTL-en tűnt fel, ahol két sikeres produkció elkészítésében vállalt szerepet. A Krüger sieht alles című műsorban televíziós bakikat mutatott be, 1996-tól 2005-ig pedig tagja volt a Rudi Carrell producer nevéhez fűződő 7 Tage, 7 Köpfe című műsor állandó szereplőgárdájának, amelynek magyar megfelelője a Heti Hetes című műsor.
2006-ban debütált Klüger mit Krüger című műsora a Norddeutscher Rundfunk csatornán. 2007 augusztusában pedig Krügers Woche címmel új szórakoztató műsort kapott a ProSieben csatornán.
Krüger 1976 óta nős, egy lánygyermek édesapja.

## Lemezek
- 1975: Mein Gott, Walther
- 1976: Also denn!
- 1977: Auf der Autobahn nachts um halb eins
- 1978: Stau mal wieder
- 1978: Mein Gott … Mike
- 1979: 79er Motzbeutel
- 1980: Der Nippel
- 1981: Der Gnubbel
- 1982: Morgens 1×, mittags 2× – nachts sooft es geht
- 1983: Freiheit für Grönland
- 1984: 120 Schweine nach Beirut
- 1986: Spiegelei
- 1989: Ua Ua Ua
- 1991: Sweet little 16th
- 1992: Das Taschentuch
- 1994: Das Trampolin
- 1995: Krüger’s Echte
- 1997: Rudi – mit dem gelben Nummernschild
- 1998: Mein Gott, Krüger
- 1998: Welthits aus Quickborn
- 1998: Best of
- 2001: Das Beste Wo Gibt
- 2001: Quickborn Country
- 2002: Alles Krüger
- 2008: Zweiohrnase
- 2010: Is' das Kunst oder kann das weg?